# Нурія Санчес Гарсія
Нурія Санчес Гарсія (ісп. Nuria Sánchez García; нар. 30 березня 1987) — колишня іспанська тенісистка.
Найвищу одиночну позицію світового рейтингу — 450 місце досягла 19 березня 2007, парну — 257 місце — 2 квітня 2007 року.
Здобула 1 одиночний та 8 парних титулів.
Завершила кар'єру 2008 року.

## Фінали ITF
| Турніри $25,000 |
| Турніри $10,000 |

### Одиночний розряд (1–1)
| Результат | W–L | Дата         | Турнір               | Рівень | Покриття | Суперниця             | Рахунок     |
| --------- | --- | ------------ | -------------------- | ------ | -------- | --------------------- | ----------- |
| Перемога  | 1–0 | Тра 2006     | ITF Вік, Іспанія     | 10,000 | Ґрунт    | Олівія Санчес         | 6–2, 7–6(8) |
| Поразка   | 1–1 | червень 2006 | ITF Тортоса, Іспанія | 10,000 | Ґрунт    | Майте Габаррус-Алонсо | 6–7(5), 2–6 |

### Парний розряд (8–2)
| Результат | W–L | Дата     | Турнір                                 | Рівень | Покриття | Партнерка               | Суперниці                                          | Рахунок       |
| --------- | --- | -------- | -------------------------------------- | ------ | -------- | ----------------------- | -------------------------------------------------- | ------------- |
| Перемога  | 1–0 | Вер 2003 | ITF Мольєрусса, Іспанія                | 10,000 | Тверде   | Адріана Гонсалес-Пеньяс | Katia Sabate-Orera Лурдес Паскуаль-Родрігес        | 6–3, 6–0      |
| Поразка   | 1–1 | Жов 2003 | ITF Севілья, Іспанія                   | 10,000 | Ґрунт    | Katia Sabate-Orera      | Марта Фрага Адріана Гонсалес-Пеньяс                | 7–5, 3–6, 1–6 |
| Перемога  | 2–1 | Тра 2004 | ITF Тортоса, Іспанія                   | 10,000 | Ґрунт    | Марта Фрага             | Katia Sabate-Orera Естрелья Кабеса Кандела         | 4–6, 6–4, 6–4 |
| Перемога  | 3–1 | Тра 2006 | ITF Вік, Іспанія                       | 10,000 | Ґрунт    | Laura Vallvaerdu-Zafra  | Маріона Гальїфа Пуїгдесенс Sara Pujals Perez       | 6–2, 6–3      |
| Поразка   | 3–2 | Чер 2006 | ITF Les Franqueses del Vallès, Іспанія | 10,000 | Тверде   | Astrid Waernes García   | Сандія Нагарадж Sheila Solsona Carcasona           | 2–6, 3–6      |
| Перемога  | 4–2 | Жов 2006 | ITF Бенікарло, Іспанія                 | 10,000 | Ґрунт    | Вердіана Верарді        | Вероніка Капшай Габріела Веласко Андреу            | 6–4, 6–3      |
| Перемога  | 5–2 | Жов 2006 | ITF Sant Cugat del Vallès, Іспанія     | 25,000 | Ґрунт    | Беатріс Гарсія-Відагані | Cristina Sánchez-Quintanar Francisca Sintès Martín | 3–6, 6–3, 6–3 |
| Перемога  | 6–2 | Лис 2006 | ITF Майорка, Іспанія                   | 10,000 | Ґрунт    | Неуза Сілва             | Аня Прислан Лаура Зігемунд                         | 6–3, 6–1      |
| Перемога  | 7–2 | Бер 2007 | ITF Сан-Бой, Іспанія                   | 10,000 | Ґрунт    | Irene Rehberger Bescos  | Ніколе Клеріко Ксенія Палкіна                      | 4–6, 6–3, 6–4 |
| Перемога  | 8–2 | Бер 2007 | ITF Сабадель, Іспанія                  | 10,000 | Ґрунт    | Вердіана Верарді        | Ніколе Клеріко Віолетта Юк                         | 6–3, 7–6(5)   |